# Biserica Cuvioasa Paraschiva din Scorțeni
Biserica Cuvioasa Paraschiva din Scorțeni este un monument istoric aflat pe teritoriul satului Scorțeni, comuna Scorțeni. În Repertoriul Arheologic Național, monumentul apare cu codul 135173.01.